# Csór
Csór is een plaats (község) en gemeente in het Hongaarse comitaat Fejér. Csór telt 1679 inwoners (2001) en is gelegen in Kistérség Székesfehérvári.

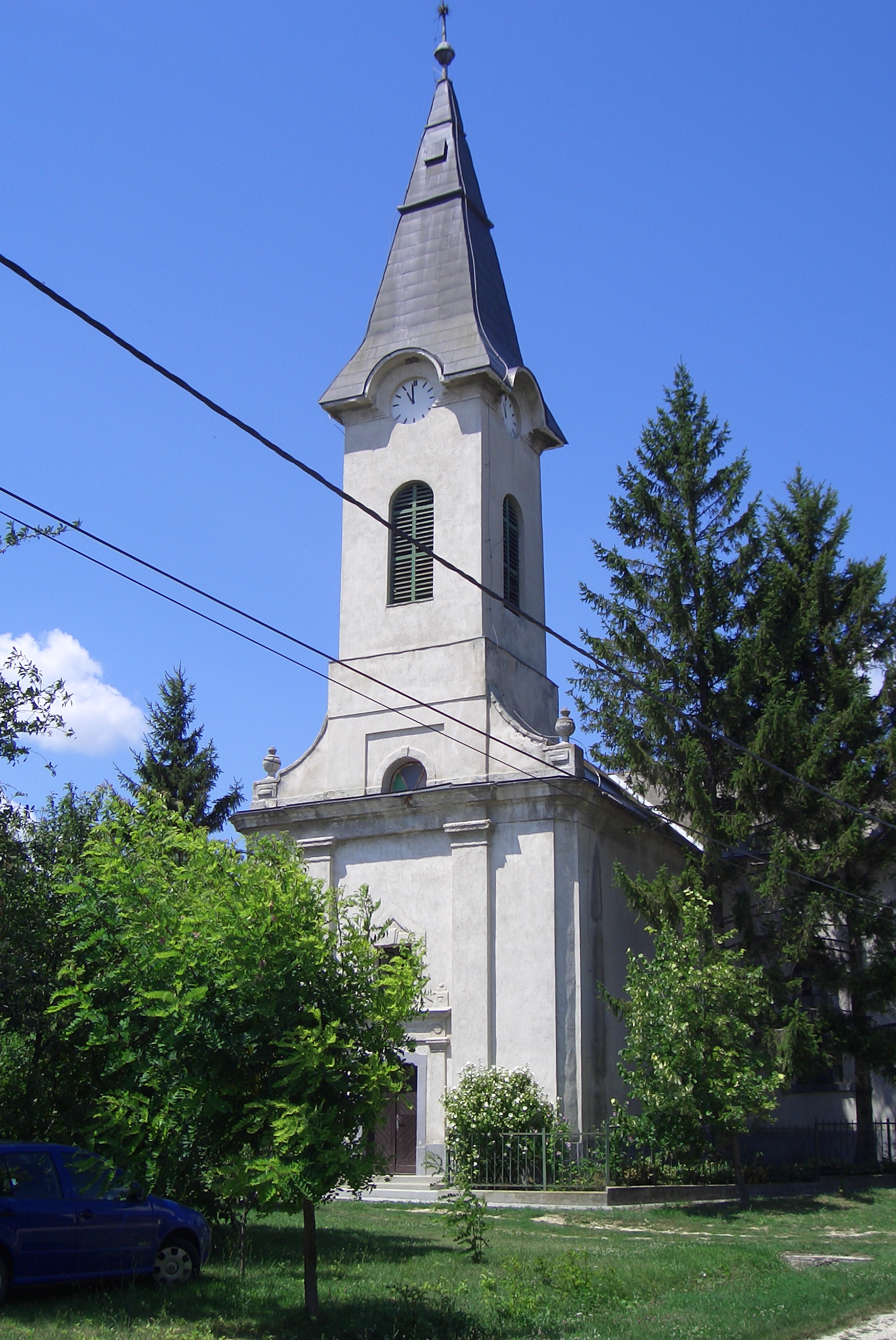
Kerk